# Sylvia Neame
Sylvia Neame, née en 1937 en Afrique du Sud, est une militante anti-apartheid et une historienne sud-africaine.

## Biographie

### Origine
Sylvia Neame est née en 1937 dans une famille de la communauté blanche de Port Elizabeth en Afrique du Sud. Elle a une sœur jumelle, Jennifer, et deux frères et une sœur. Un de ses oncles est éditeur d’un journal sud-africain, le Rand Daily Mail.

### Etudes
En 1961, elle obtient un B.A. en histoire et anthropologie sociale à l'université Rhodes puis poursuit à Johannesbourg des études à l’université du Witwatersrand.

### Engagement politique contre l'apartheid
Le 21 mars 1960, le massacre de Sharpeville, dans le township de Vereeniging, se traduit par la mort de soixante-neuf personnes, abattues par la police. Cet événement la décide à s’engager dans la lutte contre l’apartheid. Elle rejoint tout d’abord le Parti libéral, une formation progressiste blanche, mais est déçue. Il lui est impossible d’adhérer à l’ANC, interdit depuis Sharpeville, qui n’accepte, à l’époque, que des Noirs comme adhérents. Elle rejoint en définitive le Parti communiste sud-africain (SACP), qui représente alors la principale formation multiraciale sud-africaine, luttant contre l’apartheid, et qui a passé des accords avec l’ANC.

### Liaison avec Ahmed Kathrada
En 1962, sa route croise celle d’Ahmed Kathrada, membre influent du parti communiste, issu de la communauté indienne. Ahmed Kathrada appartient à la communauté indienne, et Sylvia Neame est blanche. Ils se voient dans son logement à la Kholvad House, un immeuble de cinq étages situé à Fordsburg, un quartier indien du centre de Johannesburg. Nelson Mandela, ami de Ahmed Kathrada, a hébergé un temps dans cet immeuble son cabinet d’avocat, avant de devoir plonger dans la clandestinité. Sylvia Neame et Ahmed Kathrada s’étaient déjà croisés quelques années auparavant dans une réunion de militants au Cap, mais lors de cette nouvelle rencontre clandestine en tête à tête, à Johannesbourg, ils deviennent amants, ce qui est interdit à l’époque entre une femme blanche et un homme issu de la communauté asiatique. Pour éviter le métissage, considéré comme une menace ontologique, le gouvernement sud-africain a amendé en 1950 l’Immorality Act. Cette législation interdit les rapports sexuels entre personnes de couleur, y compris les métis et les asiatiques, et une personne blanche. C’est en fait un renforcement d’une loi en vigueur entre Noirs et Blancs depuis 1927. Ils risquent 7 ans de prison s’ils sont surpris en flagrant délit de relation amoureuse. Mais ils risquent bien plus pour leur appartenance, l’un et l’autre, au parti communiste, et leur radicalisme anti-apartheid.
Dans ses mémoires, Ahmed Kathrada évoque cette liaison qui débute avec Sylvia Neame : « J’avais 30 ans et j’étais plus seul que je ne l’avais jamais été. J’avais besoin de quelqu’un qui soit plus qu’une amie, quelqu’un avec qui je puisse partager de l’amour, une compagnie, une camaraderie et, plus important encore, quelqu’un auprès de qui je puisse puiser du courage quand le mien m’abandonnerait », écrit-il. Les amants demandent à la hiérarchie du parti communiste si leur liaison est compatible avec leur engagement. La hiérarchie donne son accord, par cohérence avec le refus des lois de l’apartheid.
Elle devient enceinte. Un accouchement en Afrique du Sud est impossible, un enfant métis y étant devenu la preuve physique d’un délit. Ils pensent un moment partir à l’étranger, mais la lutte anti-apartheid, qui semble s’accélérer, sous l’impulsion de Nelson Mandela, les retient sur place. Elle décide d’avorter. Un avortement qui se passe mal et est difficile. Peu de temps auparavant, Ahmed Kathrada organise un voyage pour Nelson Mandela, en voiture, à Durban, à environ cinq cents kilomètres de Johannesbourg. Sur le chemin du retour, le 5 août 1962, Nelson Mandela est arrêté par la police et emprisonné (il n’en sortira qu’en 1990). Ahmed Kathrada doit quitter Kholvad House pour une cache clandestine. Il se fait passer pour un Portugais et se fait appeler Pereira.
Le 10 juillet 1963, une réunion est organisée à la ferme de Liliesleaf, dans le quartier de Rivonia, au nord de Johannesburg. La réunion rassemble le commandement de la branche armée de l’ANC, l’Umkhonto we Sizwe. Ahmed Kathrada y participe. Sylvia Neame lui fait part de ses inquiétudes sur ce lieu, censé être secret, mais connu d’un grand nombre de militants. Mais il maintient sa participation. Elle le conduit sur place en voiture, ne sort pas du véhicule et quitte les lieux.
Le 11 juillet, les forces de sécurité réalisent un coup de filet important en cet endroit, grâce à un agent infiltré, Gerard Ludi. Dix-neuf des principaux responsables de la lutte sont arrêtés, dont Ahmed Kathrada, Walter Sisulu, Govan Mbeki, Lionel Bernstein, Bob Hepple, Raymond Mhlaba, et Denis Goldberg,,. Ces responsables de la lutte anti-apartheid risquent de longues années de prison. Ils sont jugés d’octobre 1963 à juin 1964 au procès dit de Rivonia, avec d’autres dirigeants de l'ANC arrêtés avant, dont Nelson Mandela. Ils échappent à la peine de mort mais sont envoyés à la prison de haute sécurité de Robben Island.
Avant et durant le procès, l’avocat d’Ahmed Kathrada, Bram Fischer (afrikaner mais aussi président clandestin du Parti communiste) fait passer des lettres par différents stratagèmes entre ce détenu et des personnes de l’extérieur, dont Sylvia Neame. Ces lettres sont codées, en particulier sur les noms des personnes évoquées, mais elles évitent la censure. Certaines de ses lettres sont découvertes dans sa cellule lors d’une inspection surprise, ainsi qu'une photographie d'elle.

### Prison et exil
Sylvia Neame est arrêtée à son tour, et condamnée à deux ans de travaux forcés. On la traite de « salope », qui couche « avec ces sales Indiens ». Un de ses interrogateurs, qui a torturé son amant, lui raconte ces séances, avec sadisme. En tant que blanche, elle se voit épargner des méthodes les plus sévères, les coups et les décharges électriques. D’autres procédés sont utilisés pour la casser, l’obligeant par exemple à rester debout des jours durant. Elle ne dit rien de ses activités militantes et parvient à éviter d’être associée aux accusations les plus graves. Lorsqu’elle sort de détention, en 1967, elle est malade. Elle se porte volontaire pour être exilée, ce qui la fait déchoir de sa nationalité sud-africaine. Elle gagne ainsi l’Angleterre en 1971 et commence un doctorat d'histoire à Oxford. Mais son directeur de thèse, qui renseigne les autorités britanniques, la soupçonne d’être une espionne soviétique.
Elle demande au parti communiste l’autorisation de se rendre en Allemagne de l’Est et est nommée professeure d’histoire à Leipzig. Elle n'est pas à l'aise dans ce pays car elle ne parle pas allemand, et, en tant qu’étrangère, elle n’a pas le droit de s’adresser, en dehors des cours, aux étudiants. Elle reprend ses travaux de doctorat, qu’elle obtient en 1976, mène différents historiques et rédige des articles et des ouvrages, tout en restant en contact avec la communauté sud-africaine en exil. Puis elle s’installe à Berlin-Est,.
Elle parvient toujours à faire parvenir à son amant emprisonné des lettres, par des circuits compliqués et ne citant jamais sa réelle identité dans ses échanges. Elle souhaite toujours un enfant et décide finalement de tenter une autre vie. Elle épouse un Allemand, qui se révèle être un tyran domestique. Le mariage est un échec et elle reste sans enfant. Elle se sent étrangère, et observe l’effondrement du régime communiste est-allemand.
En 1989, Ahmed Kathrada est libéré au moment où le gouvernement sud-africain, présidé par Frederik de Klerk, commence à acter des gestes relatifs à la fin du régime d'apartheid. Il vient la voir, à Berlin, et ils se retrouvent sur l’Alexanderplatz, peu après la chute du mur de Berlin. Ils échangent en vieux amis, mais la vie les a séparés. Ahmed Kathrada revient en Afrique du Sud. À partir de 1990, il vit en couple avec une autre militante anti-apartheid, Barbara Hogan (qui sera ministre de 2008 à 2010). Il assume des fonctions importantes au sein de l’ANC et est élu député lors des premières élections multi-raciales en 1994. Il meurt en 2017 des suites d’une opération.

### Retour en Afrique du Sud
Sylvia Neame ne revient en Afrique du Sud qu'en 2014, et dépose une grande partie de ses archives, y compris sa correspondance et les entrevues qu'elle a menées, des années 1960 aux années 1980, aux universités du Cap et de Witwatersrand.
Après une période d’errance, elle vit retirée au sein d’un établissement pour retraités, dans la périphérie de Johannesburg. Elle ne possède pas de voiture, et va à pied au centre commercial. Elle rédige ses mémoires, qui seront publiées en octobre en 2018. Elle est toutefois présente en mai 2018, avec Andrew Mlangeni au festival de Cannes 2018, où est présenté en séance spéciale L'État contre Mandela et les autres, film français de Nicolas Champeaux et de Gilles Porte, s’appuyant sur les archives sonores du procès de Rivonia, et sur des témoignages des proches des accusés (dont elle). Le film sort en salle en octobre 2018,,.

## Principales publications
- (en) The Congress Movement : ICU, ANC, CP and Congress Movement, HSRC Press, 2015, étude historique en 3 volumes.
- (en) Imprisoned; the Experience of a Prisoner Under Apartheid, Jacana Education, 2018, autobiographie.